# Cyclecars Einaudi
Cyclecars Einaudi war ein französischer Hersteller von Automobilen.

## Unternehmensgeschichte
Das Unternehmen aus Bois-Colombes begann 1926 mit der Produktion von Automobilen. Der Markenname lautete Einaudi. 1927 endete die Produktion.

## Fahrzeuge
Das einzige Modelle war ein Cyclecar. Es war mit einem Einzylindermotor mit 3,5 PS Leistung ausgestattet. Der Motor war vorne im Fahrzeug montiert und trieb über eine Kardanwelle die Hinterachse an. Das Getriebe verfügte über vier Gänge. Der Radstand betrug 150 cm und die Spurbreite 82,5 cm. Der Kaufpreis war mit 6000 Französische Franc angegeben.